# Estación de Neguri
Neguri es una estación del Metro de Bilbao en superficie, situada en el barrio de Neguri, término municipal de Guecho y fue inaugurada el 11 de noviembre de 1995. Su tarifa corresponde a la zona 2. 
La estación tiene accesos por escaleras y por rampa. Dentro de la estación hay una pasarela elevada para hacer el cambio entre los dos andenes, equipada con escaleras y ascensor.

## Rehabilitación del edificio de la antigua estación
Antes de que abriera el metro, Euskotren explotaba la antigua estación ferroviaria de Neguri, dentro de la línea Bilbao - Plentzia. Cuando el metro se hizo con esa vía, la empresa pública IMEBISA construyó la estación nueva, cerca de la antigua. El edificio de la estación vieja se ha conservado, cerca de la entrada de la nueva estación de metro.
Las obras de recuperación del edificio de la antigua estación de Neguri se iniciarion en octubre de 2021, quedando rehabilitado en abril de 2022.

## Galería de fotos

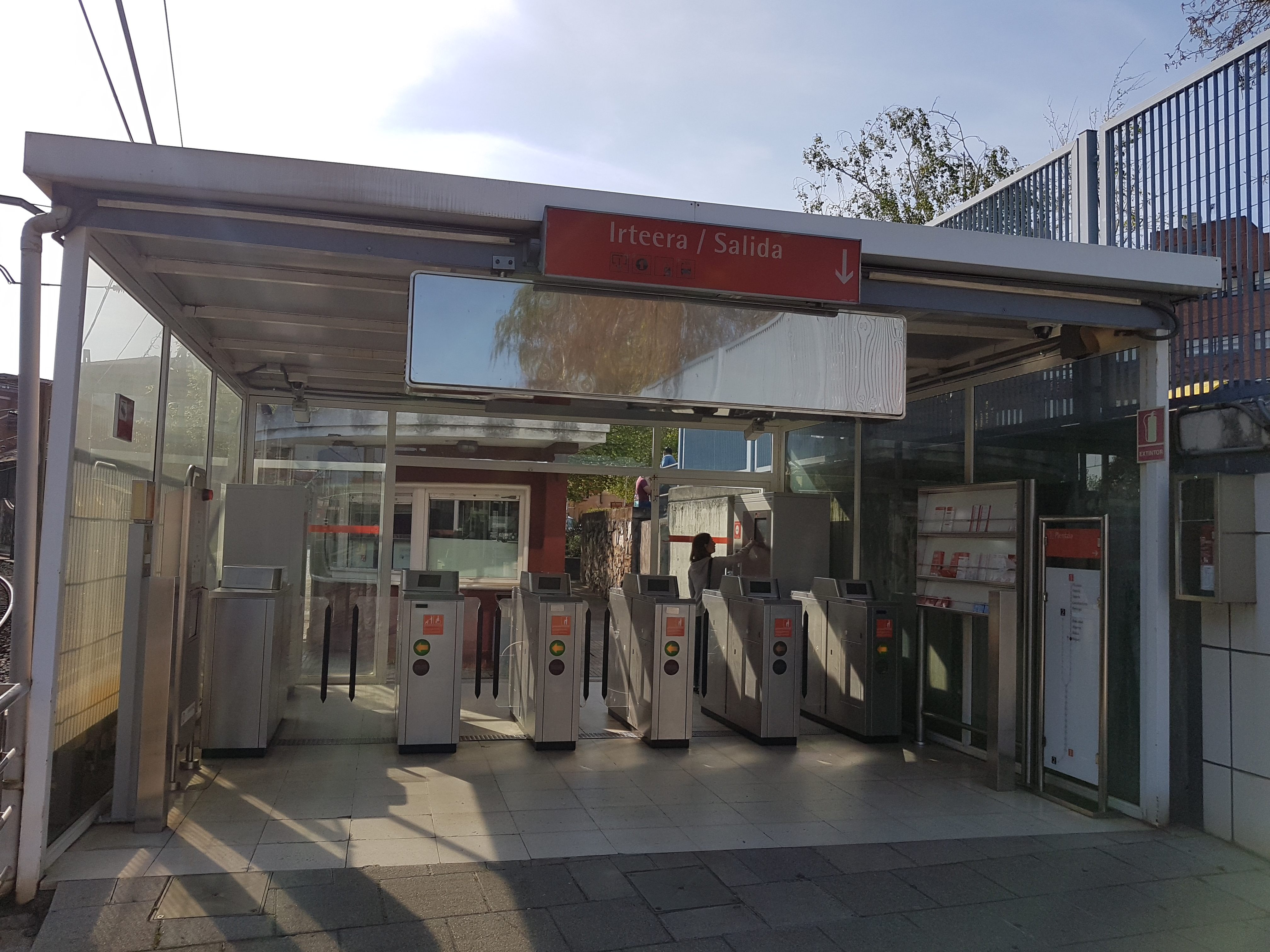
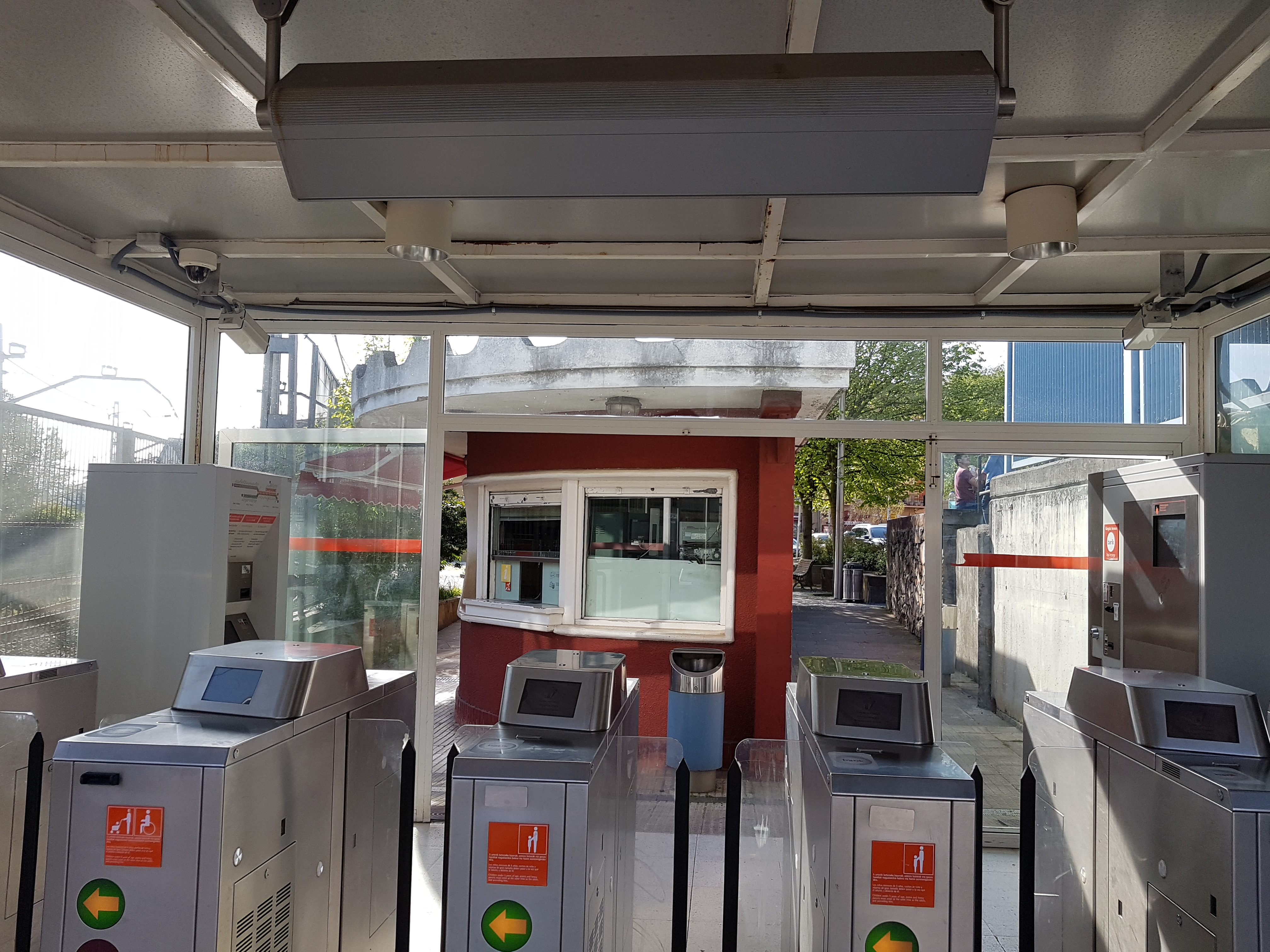
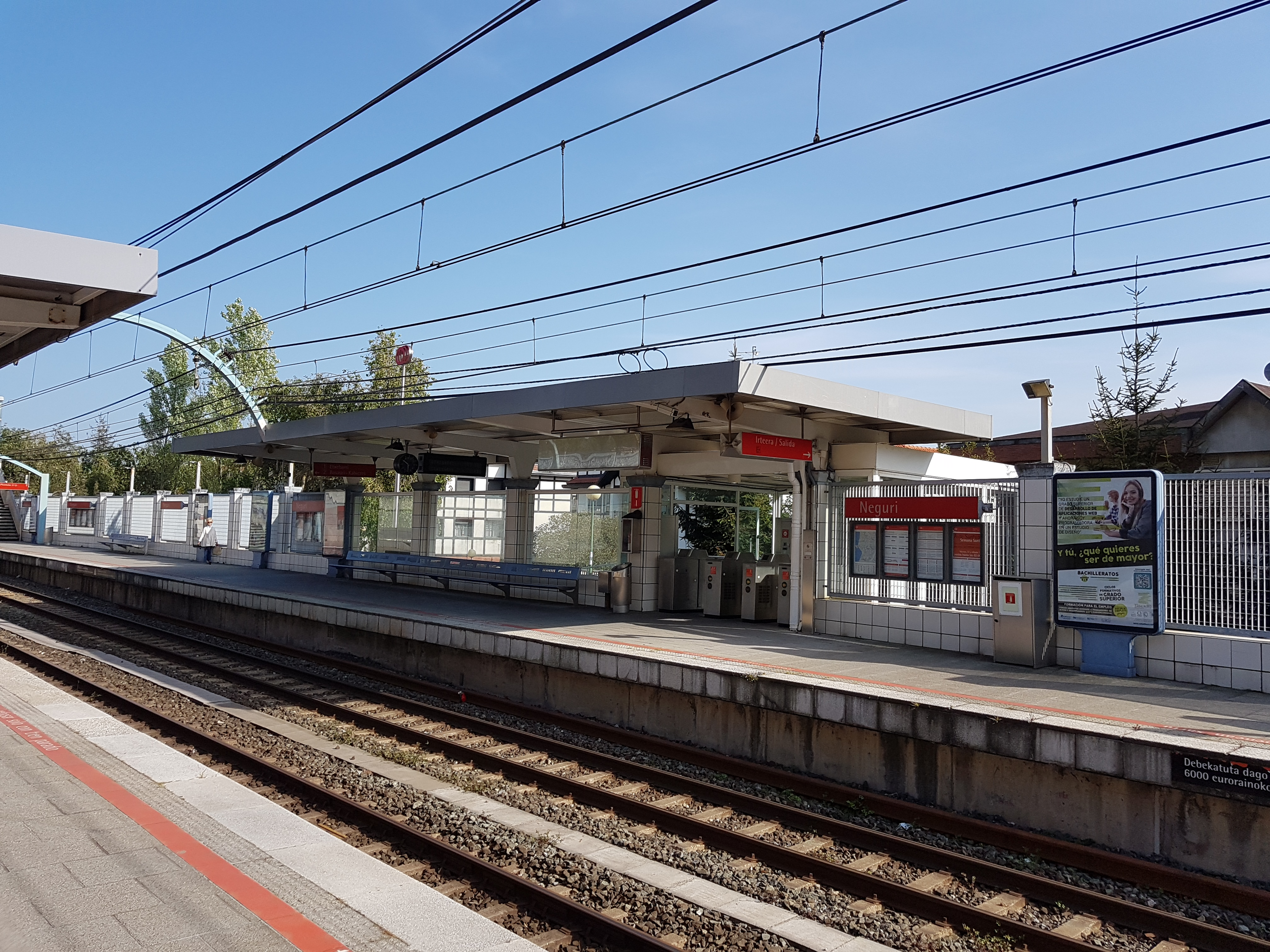

## Accesos
- C/ Zarrenebarri, 1
- C/ Cristóbal Colón, 13
- Interior de la estación